# Chaoyangsàurids
Els chaoyangsàurids (Chaoyangsauridae) constitueixen una família de dinosaures. Es tracta dels primers marginocèfals coneguts que aparegueren al planeta, fa uns 150 milions d'anys, al Juràssic superior. Els membres d'aquest grup tenien becs punxeguts i un collar molt petit. No hi ha ple acord respecte si els chaoyangsàurids formaven part dels paquicefalosaures, dels ceratops o d'un grup ancestral diferent.